# ارنی دیلی
ارنی دیلی (انگلیسی: Ernie Dilley؛ ۵ ژوئن ۱۸۹۶ – ۴ ژانویهٔ ۱۹۶۸) بازیکن فوتبال بود.
از باشگاه‌هایی که در آن بازی کرده‌است می‌توان به باشگاه فوتبال ردینگ اشاره کرد.